# Seiden-Taschenmaus
Die Seiden-Taschenmaus (Perognathus flavus) ist eine häufige Art aus der Familie der Taschenmäuse, welche in den Wüsten Nordamerikas vorkommt.

## Merkmale
Das weiche Fell ist an der Körperoberseite hellbraun und am Bauch weiß gefärbt. Die Körperlänge beträgt 10–12 cm, die Schwanzlänge 4–6 cm. An den Füßen hat sie dicke Polster aus weichem Haar, welche Verbrennungen verhindern und bessere Fortbewegung auf dem weichen Wüstensand ermöglichen. Zur Fortbewegung nutzt sie alle 4 Füße oder nur die Hinterbeine. Zum Transport der Nahrung dienen ihr die dicken Backentaschen.    

## Verbreitung und Lebensraum
Ihr Verbreitungsgebiet sind die Trockengebiete der USA von Wyoming, dort möglicherweise ausgestorben, bis Texas sowie Mexikos. 

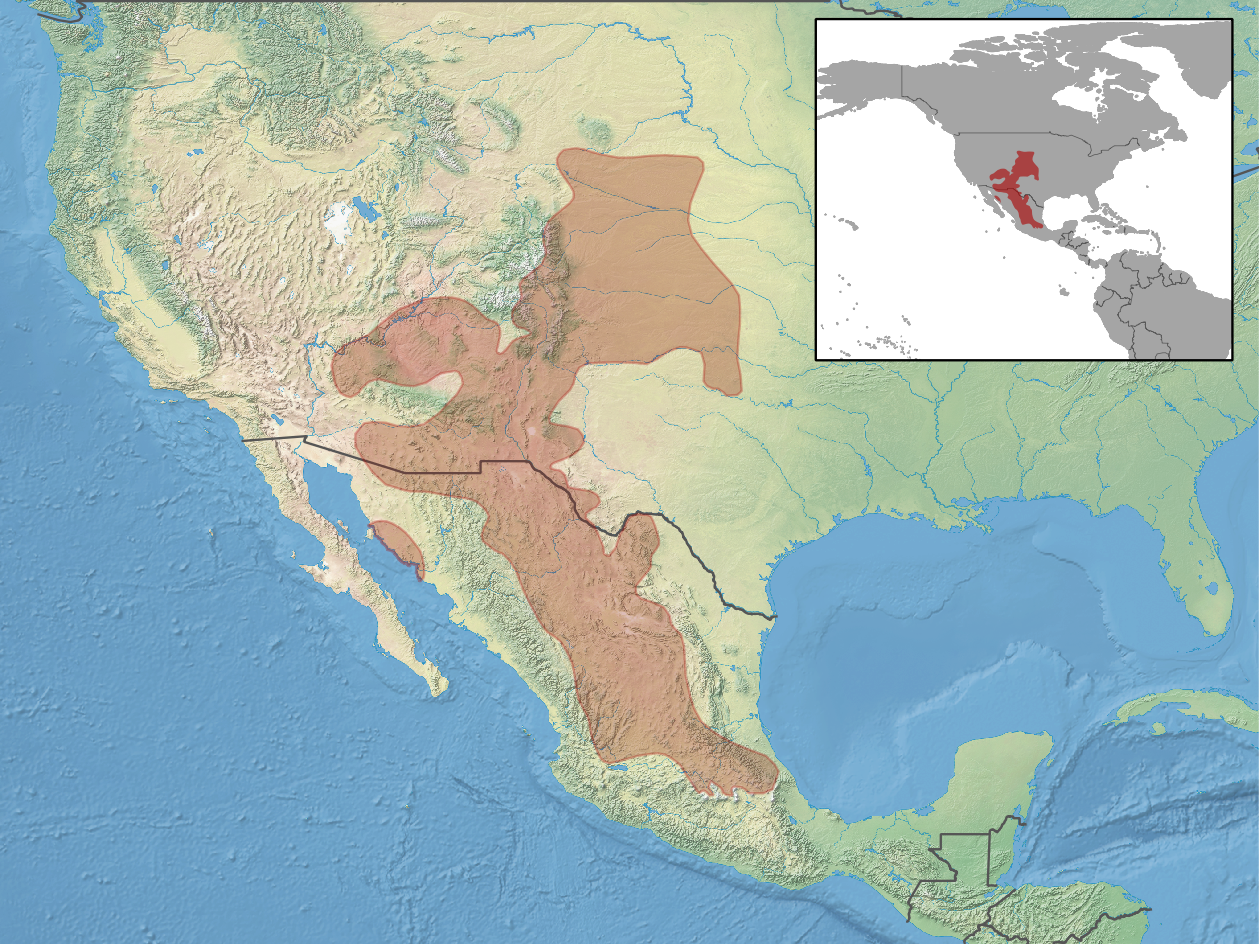
Verbreitungskarte der Seiden-Taschenmaus

## Lebensweise
Sie lebt allein in selbst gegrabenen, unterirdischen Bauen, welche sie nur zur Suche nach Nahrung, vor allem Samen, aber auch Insekten verlässt. Sie legt wie alle Taschenmäuse große Vorräte an, welche sie in ihrem Bau hortet. Die Tiere sind standorttreu und verteidigen ihr Revier energisch gegen fremde Artgenossen. Die Lebenserwartung beträgt bis zu 2 Jahre.

## Fortpflanzung
Die Fortpflanzungsperiode dieser Art dauert von April bis Juni und von August bis September. Der Wurf des Weibchens beträgt bis zu 4 Junge, diese verlassen den elterlichen Bau in einem Alter von 3 Wochen zum ersten Mal.

## Bestand und Gefährdung
Da die Art weit verbreitet ist, stuft die International Union for Conservation of Nature and Natural Resources (IUCN) diese Art als nicht gefährdet (LC, Least Concern) ein. Eine Unterart (Perognathus flavus goodpastori), welche nur in Arizona vorkommt, ist gefährdet, weil sie nur sehr verstreut und in einem sehr kleinen Gebiet vorkommt.  